# Casino municipal de Niza
El Casino municipal de Niza (en francés: Casino municipal de Nice) fue inmortalizado por innumerables postales, se trataba de un famoso complejo de ocio con salas de juego,  restaurante, un amplio vestíbulo y salones que se encontraba en Niza, Place Massena al sur del país europeo de Francia. Construido entre 1882 y 1884, se transformó entre 1939 y 1940 y fue demolido en 1979.
El edificio fue creado por iniciativa del promotor Omer Lazard. Con ello se pretendía un proyecto que el municipio había querido. Lazard pidió que construyera un complejo de entretenimiento con un casino. De acuerdo con el acuerdo de 1879, el municipio le autorizó a llevar a cabo este proyecto, ubicado en propiedad pública.